# Castello di Marostica
Con castello di Marostica si intende l'insieme dei due castelli, il Castello Superiore ed il Castello Inferiore, uniti da una cinta muraria, lunga circa 1800 metri, che si trovano nella città di Marostica, in provincia di Vicenza.

## Storia
Con la conquista da parte degli scaligeri del territorio vicentino nel 1311, anche il territorio di Marostica passò sotto il dominio di Cangrande della Scala. Con Cangrande viene avviato il processo di ridefinizione urbanistica della città, con lo spostamento del centro storico che passa dall'antico Borgo, di epoca romana e medioevale, all'attuale centro intramurario.
Risale infatti al 1312 la costruzione dei due castelli: il Castello Inferiore, detto anche Castello Da Basso, e il Castello Superiore. La costruzione delle mura ebbe inizio invece il 1º marzo 1372 da parte di Cansignorio. Sono quattro le porte che permettono di accedere al centro storico, caratterizzato dalla "Piazza degli Scacchi": la Porta Vicentina a sud, quella Breganzina ad ovest, quella Bassanese ad est e la Porta del Castello Superiore a nord. Lungo le mura ci sono dei camminamenti, gli stessi che in epoca antica permettevano un servizio di guardia. Tra il 1934 e 1935, nella parte sud delle mura, fu praticata una nuova apertura al fine di agevolare l'accesso alla ex stazione ferroviaria.
Il Castello Inferiore, di pianta rettangolare, è un tipico castello-recinto costruito a ridosso di un imponente Mastio. Dopo la guerra della Lega di Cambrai, il podestà trasferì la sua sede dal Castello Superiore, gravemente danneggiato, al Castello Inferiore. Il Castello Superiore - a base quadrata con quattro torresini ai lati ed una grande torre centrale - sorge invece su una torre di ben più lunga storia: sul punto più alto del colle Pausolino, ove esso si trova, fu infatti costruita, in epoca romana, una fortificazione, utilizzata anche in epoca medievale (documenti storici riportano che nel 1262 sul colle esisteva una torre "tribus spondis").
Di fronte al Castello Inferiore e alla Piazza degli Scacchi, sorge invece il Doglione, ora sede della biblioteca civica "Prospero Alpini". Di tale edificio si trovano tracce scritte in un documento che risale al 1218, quando Marostica fu ceduta a Vicenza da parte di Ezzelino II il Monaco. Conosciuto anche con il nome di Rocca di Mezzo, nel corso del XIII secolo la sua funzione era quella di casello daziario, sia per le merci che entravano a Marostica, sia per quelle che vi transitavano. La sua importanza tuttavia diminuì sotto la dominazione scaligera, allorquando vennero edificati i due Castelli. Esso tornò ad avere maggiore importanza quando Marostica passò sotto la dominazione della Serenissima (tra il 1404 e il 1797).

## Galleria d'immagini

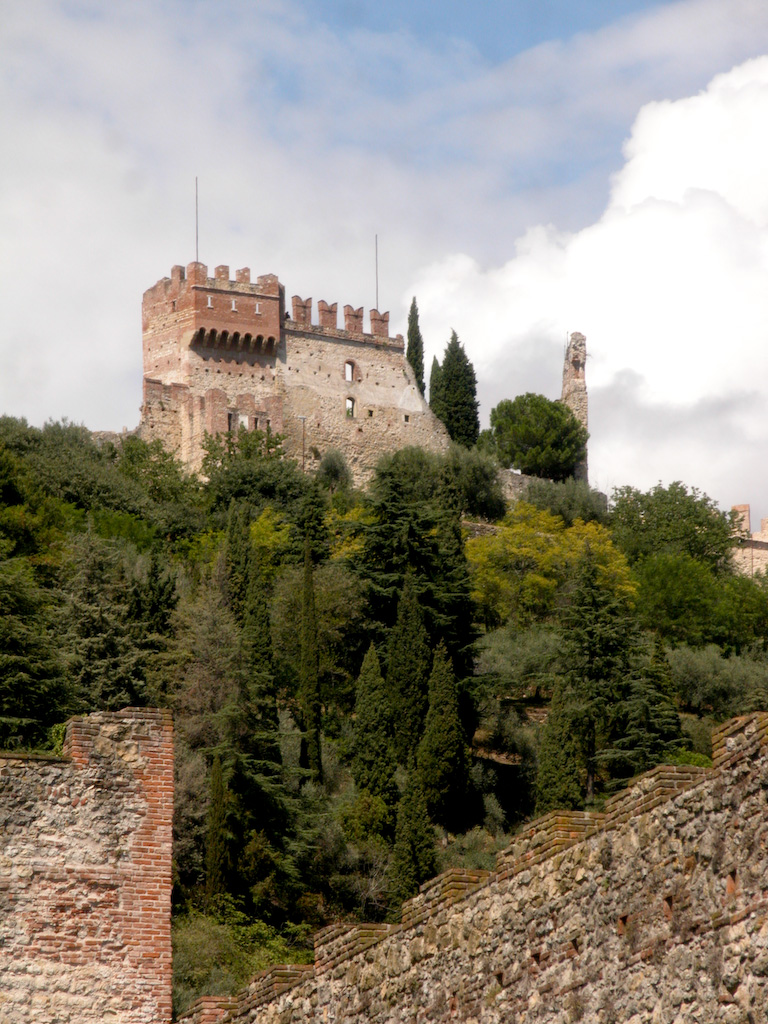
Vista del Castello Superiore
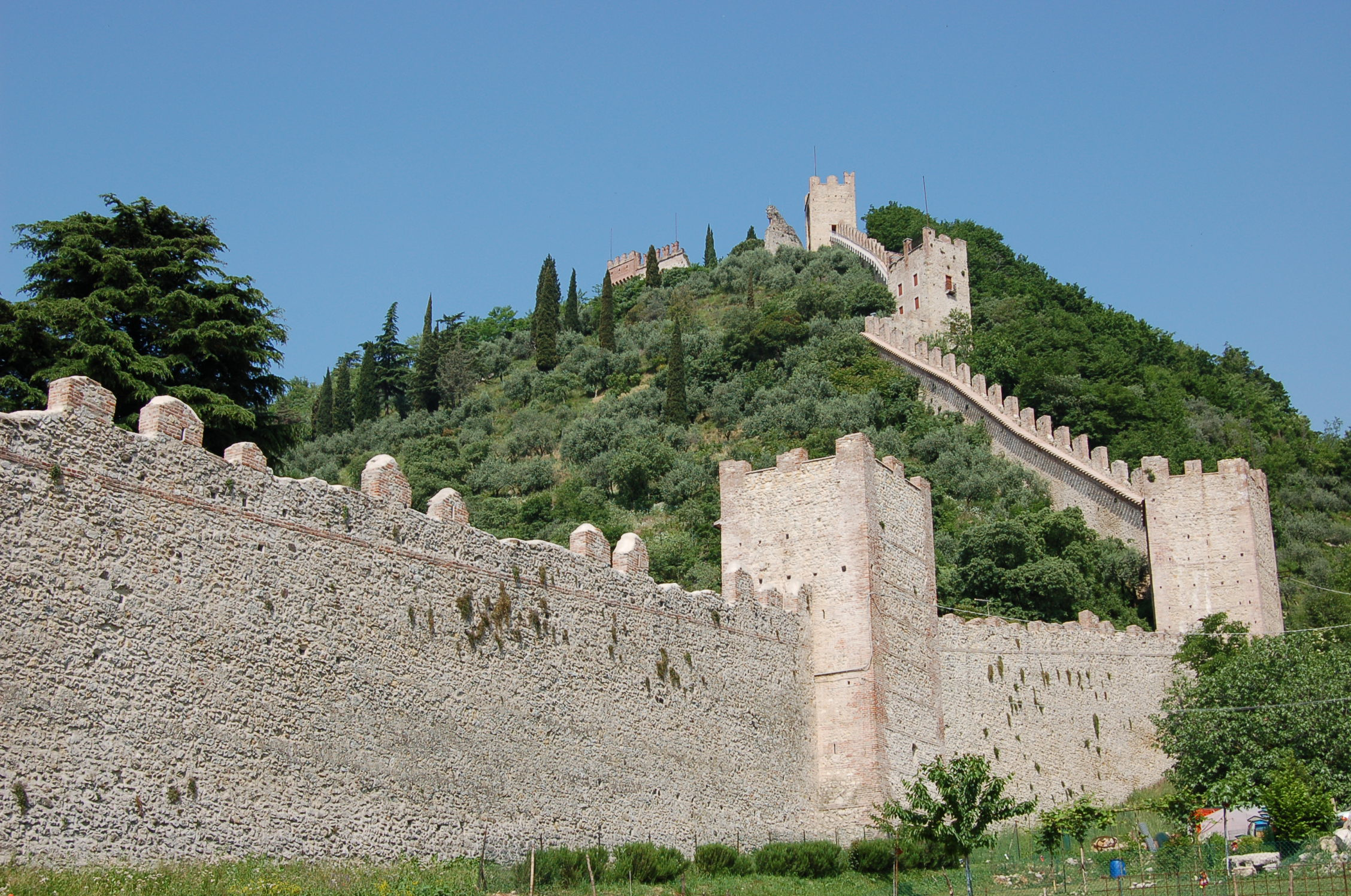
Mura
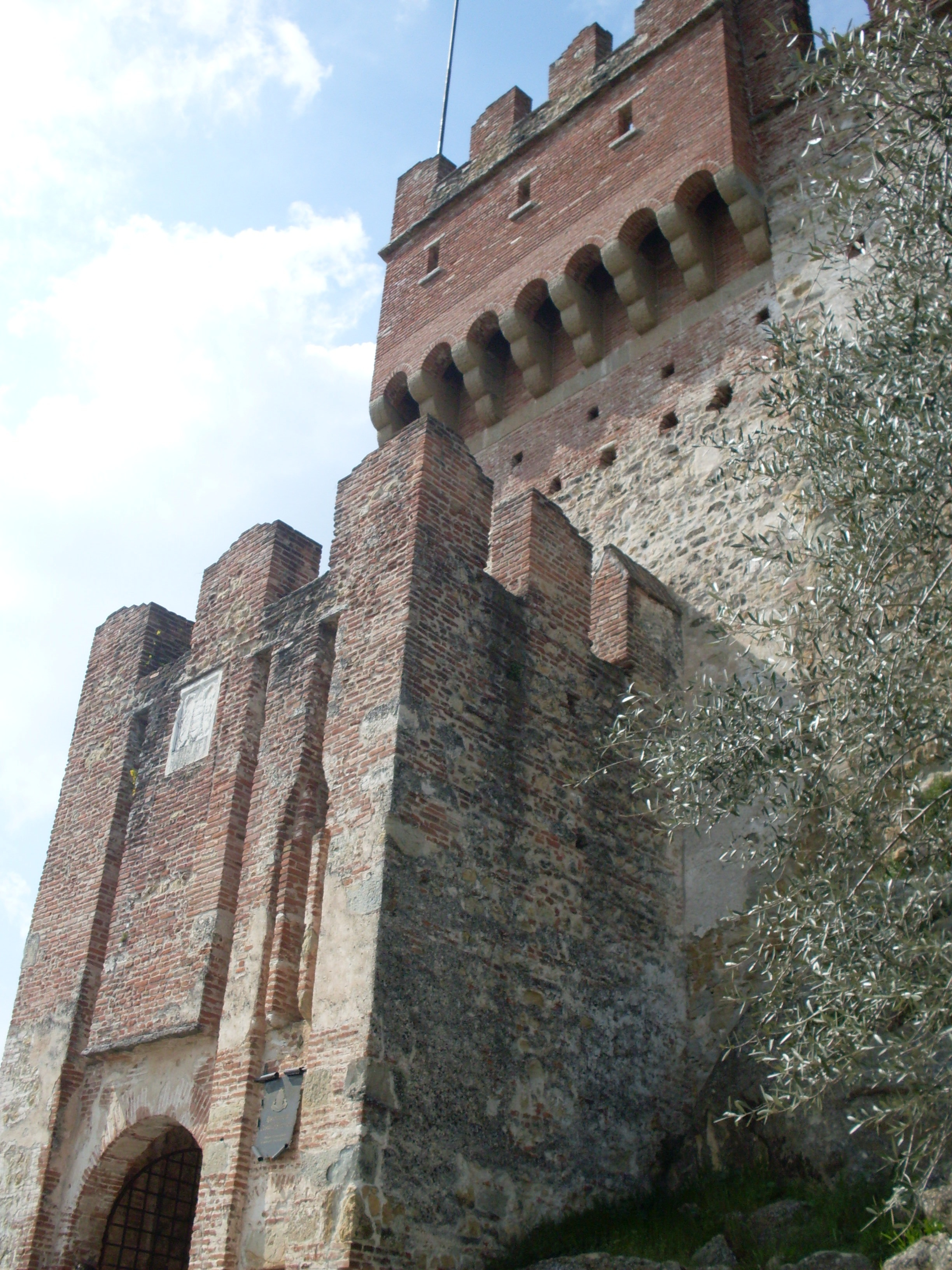
Una parte del Castello Superiore
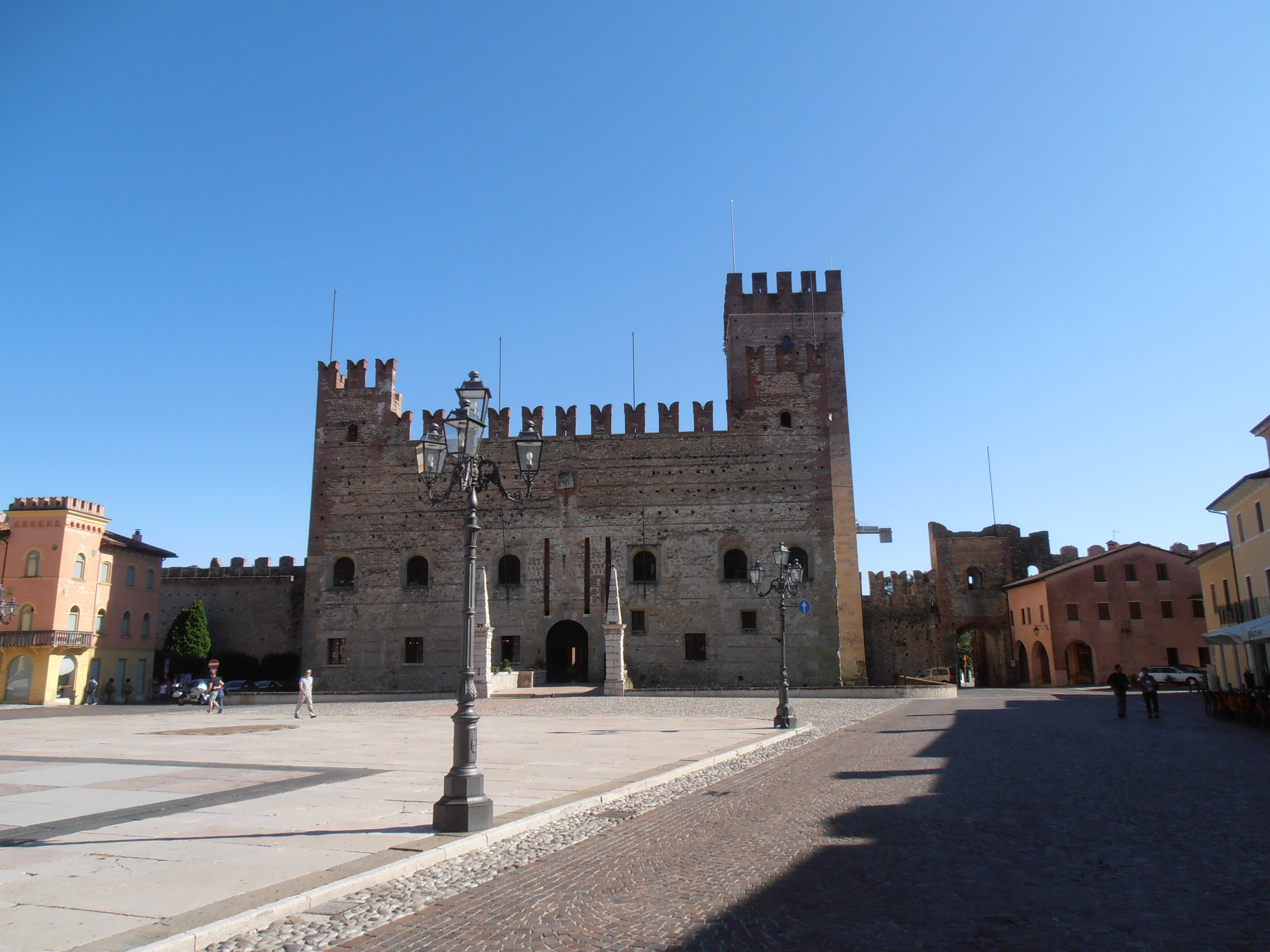
Il Castello Inferiore
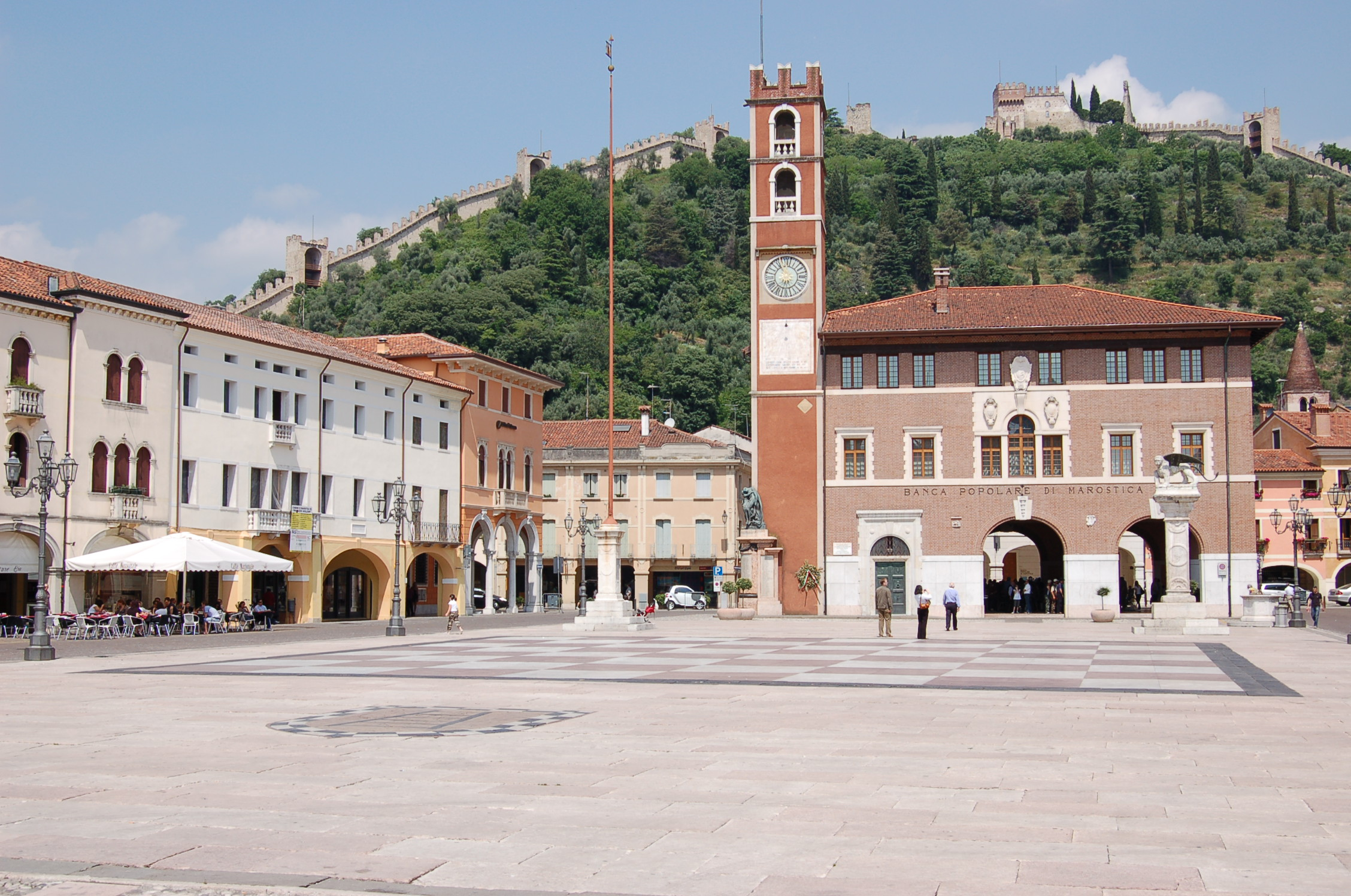
Il Doglione e, sullo sfondo, le mura di cinta e il Castello Superiore
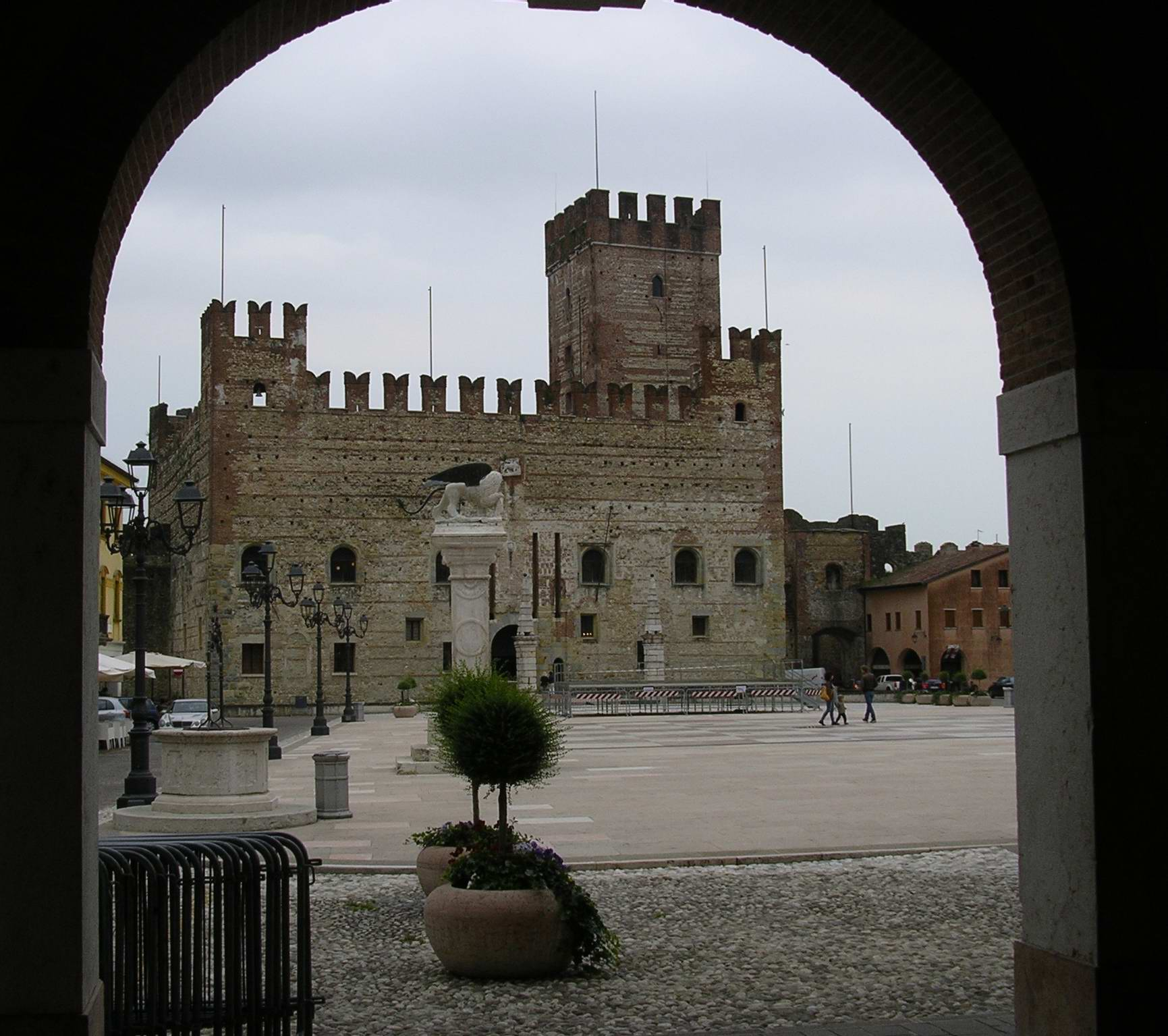
Marostica, Castello inferiore